# (5438) Lorre
(5438) Lorre est un astéroïde de la ceinture principale.

## Description
(5438) Lorre est un astéroïde de la ceinture principale. Il fut découvert par Eleanor Francis Helin le 18 août 1990 à l'observatoire Palomar. Il présente une orbite caractérisée par un demi-grand axe de 2,743 UA, une excentricité de 0,277 et une inclinaison de 26,58° par rapport à l'écliptique.
Il fut nommé en hommage à Jean Lorre, un des membres originaux du laboratoire de traitement d'images au JPL.

## Compléments